# Джеймс Тейлър
Джеймс Мартин Тейлър (на английски: James Martin Taylor) е американски тест пилот и подполковник от USAF.

## Образование
Джеймс Тейлър завършва гимназия в родния си град. През 1959 г. завършва Университета на Мичиган с бакалавърска степен по електроинженерство.

## Военна кариера
Джеймс Тейлър постъпва в USN през 1960 г. През 1963 г. завършва школа за тест пилоти в авиобазата Едуардс, Калифорния. След дипломирането си остава на служба в базата като инструктор. Избран за астронавт от USAF през 1965 г. в Група 1965 MOL-1. През 1966 г. завършва курса на обучение и получава квалификация "астронавт на USAF 4 – ти клас". След като Програмата MOL е закрита през 1969 г., Тейлър се завръща на активна военна служба като инструктор. Загива на 35-годишна възраст при катастрофа с учебно – тренировъчен самолет T-38 през 1970 г.

## Личен живот
Джеймс Тейлър е женен и има три деца.